# Silea
Silea est une commune italienne de la province de Trévise dans la région Vénétie en Italie.

## Administration
| Période                                  | Période | Identité       | Étiquette | Qualité |
| ---------------------------------------- | ------- | -------------- | --------- | ------- |
|                                          |         | Silvano Piazza |           |         |
| Les données manquantes sont à compléter. |         |                |           |         |

### Communes limitrophes
Carbonera, Casale sul Sile, Casier (Italie), Roncade, San Biagio di Callalta, Trévise